# Хулсхоф, Миха
Миха Хулсхоф (нидерл. Micha Hulshof; род. 8 июля 1979, Зандам, Нидерланды) — нидерландский актёр кино и телевидения. Он был номинирован на премию «Золотой телёнок» в 2009 году за одну из главных ролей в фильме «Побег невесты».

## Карьера
Снимался в роли Сандера в кинокомедии Кафе «Шницель Парадиз» (2005), режиссёром которого был Мартин Колховен. На тот момент Хулсхоф знал его очень давно, так как в возрасте шестнадцати лет он сыграл одну из двух главных ролей в дипломном фильме Колховена «Порядок вещей» (нидерл. De Orde Der Dingen), когда Колховен получил диплом в 1996 году.

## Фильмография
| Год  |    | Русское название       | Оригинальное название | Роль                         |
| ---- | -- | ---------------------- | --------------------- | ---------------------------- |
| 1995 | ф  | Воришка                | De tasjesdief         | Эверт                        |
| 1996 | ф  | Ко всем чертям!        | Naar de klote!        | парень с мобильным телефоном |
| 2000 | ф  | Утечка информации      | Lek                   | парень из Югославии          |
| 2005 | ф  | Кафе «Шницель Парадиз» | Het schnitzelparadijs | Сандер                       |
| 2006 | ф  | 7 душ                  | Dood eind             | Тим                          |
| 2008 | ф  | Побег невесты          | Bride Flight          | Дирк Виссер                  |
| 2011 | ф  | Сынок                  | Sonny Boy             | Марсель                      |
| 2014 | тф | Мальчики               | Jongens               | мужчина                      |
| 2015 | с  | Маастрихтские копы     | Flikken Maastricht    | Вейнанд де Йонг              |
| 2020 | ф  | Куда ты идёшь, Аида?   | Quo vadis, Aida?      | майор де Ханн                |